# ماریا لوئیزا گروس
ماریا لوئیزا گروس (به انگلیسی: Maria Luisa Grohs؛ زادهٔ ۱۳ ژوئن ۲۰۰۱) بازیکن فوتبال اهل آلمان است که در حال حاضر برای باشگاه فوتبال زنان بایرن مونیخ بازی می‌کند. 
وی همچنین در تیم‌های ملی فوتبال زیر ۱۶، ۱۷ و ۱۹ سال زنان آلمان بازی کرده است.

## زندگی شخصی
ماریا لوئیزا گروس در حال تحصیل برای دریافت مدرک کارشناسی در دانشگاه فنی مونیخ است؛ انتخاب اولیه او مهندسی هوافضا بود، اما در نهایت در رشته مهندسی مکانیک ثبت‌نام کرد.  
در یک مصاحبه، ماریا گروس اشاره کرد که اگر به‌عنوان یک بازیکن فوتبال حرفه‌ای نمی‌شد، سعی می‌کرد به برنامه فضایی آژانس فضایی اروپا وارد شود و به‌عنوان فضانورد آموزش ببیند. در ماه نوامبر ۲۰۲۴ اعلام کرد که او به تومور بدخیم مبتلا شده و بنابراین به‌طور نامحدود از ترکیب تیم غایب خواهد بود.